# Anton Bon

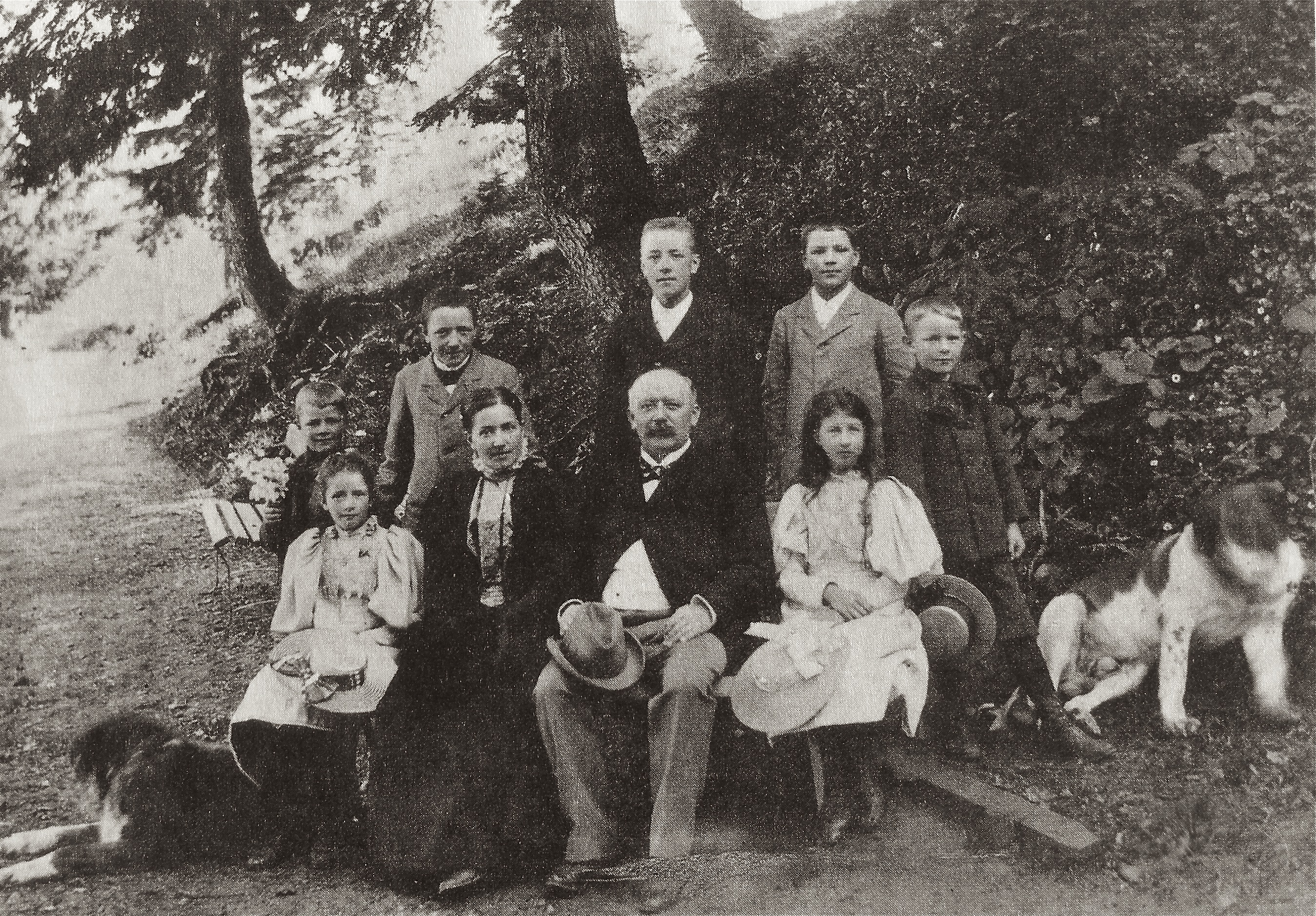
Das Ehepaar Bon mit Söhnen und Familienangehörigen

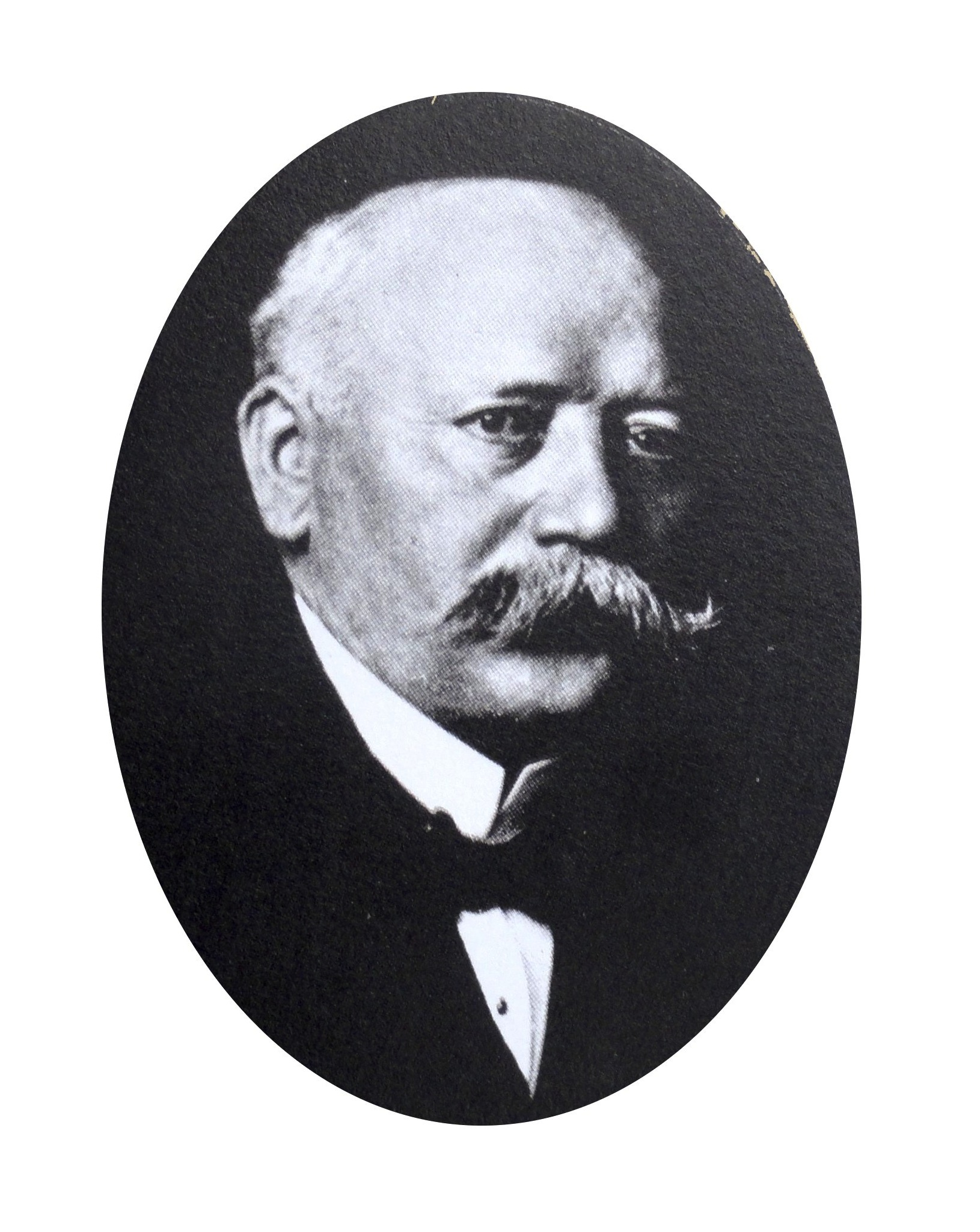
Anton Bon

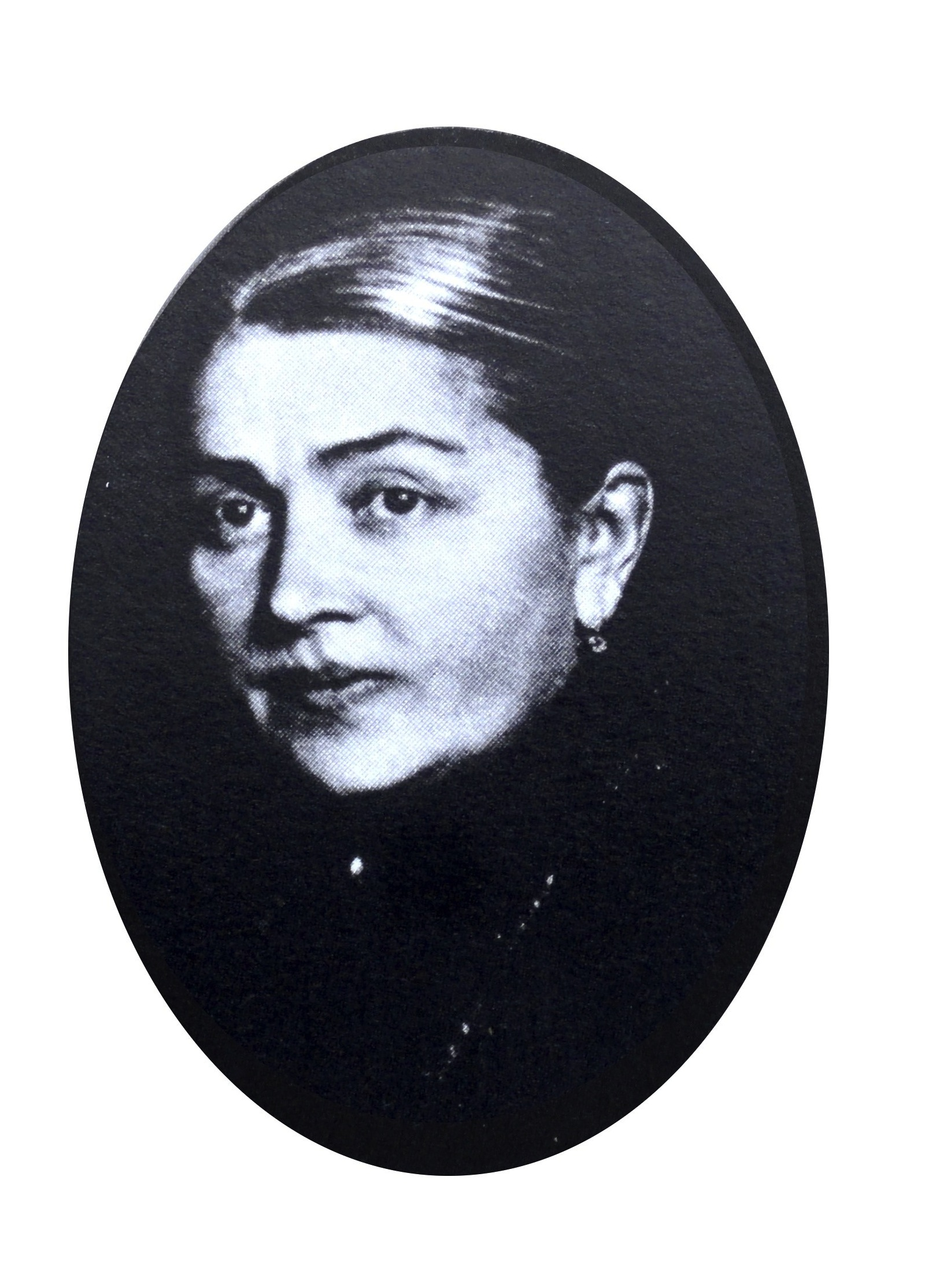
Maria Bon-Nigg

Anton Sebastian Bon (* 5. April 1854 in Ragaz; † 24. Januar 1915 in  St. Moritz) war ein Schweizer Hotelier. Er war einer der Pioniere des Schweizer Tourismus im ausgehenden 19. Jahrhundert.
Als Sohn des Gemeindepräsidenten und Sägereimeisters Sebastian Bon von Ragaz besuchte Anton Bon zunächst das Gymnasium in St. Gallen. Anschliessend absolvierte er von 1873 bis 1879 eine Ausbildung im «Kur- und Quellenhotel», dessen Besitzer, Bernhard Simon, mit der Familie Bon befreundet war.
Dort lernt er seine zukünftige Frau kennen, Maria Nigg (1854–1944). Zusammen mit Maria übernahm er 1879 die Leitung des Hotel Bodenhaus in Splügen. Als 1882 der Gotthardtunnel eröffnet wurde, blieben die Reisenden aus, die Zahl der Übernachtungen brach ein. Die Bons zogen in die Zentralschweiz, wo sie das kurz vor dem Ruin stehende Luxushotel «Rigi-First» kauften und wieder in Schwung brachten.
1892 kauften und betrieben die Bon in Vitznau die nach Pfyffer von Altishofen benannte „Pension Pfyffer“. Zusammen mit dem Architekten Karl Koller reiste Bon nach Deutschland und England und studierte den Geschmack der damaligen reichen Industriellen und Adligen. 1902/03 baute er die bescheidene „Pension Pfyffer“ in das vornehme «Parkhotel Vitznau» um.
In dieser Zeit kam der schwerreiche südafrikanische Diamantenkönig Charles Sidney Goldmann (1868–1958) nach St. Moritz. Goldmann kaufte in der Nähe von St. Moritz dem Engländer G. S. F. Edwards die private „Villa Suvretta“ ab und erwarb von den Bauern-Brüdern Müller in Champfèr noch das ganze Land bis hinunter zur Strasse. Goldmann kannte das „Parkhotel“ in Vitznau und plante mit Anton Bon auf seinem Grundstück und mit seinem Kapital den Bau eines Luxushotels. Architekt sollte wiederum Karl Koller sein. Der erste Spatenstich erfolgte am 22. April 1911. Am 16. Dezember 1912 fand mit 200 geladenen Gästen die Einweihung statt.
Zwischen 1890 und 1897 und von 1909 bis 1915 war Anton Bon im Vorstand des Schweizer Hotelier-Vereins. Nach Anton Bons Tod 1915 übernahmen zunächst seine Ehefrau Marie und später sein Sohn Hans Bon die Leitung des «Suvretta House» sowie der weiteren Familienbetriebe.